# Samostojna neprofitna organizacija
Samostojna neprofitna organizacija (rusko Автономная некоммерческая организация, latinizirano: Avtonomnaja nekomerčeskaja organizacija, kratica ANO) je ena od organizacijsko-pravnih oblik samostojnih (niso vključene v zvezo) nepridobitnih organizacij v Ruski federaciji, ki jih ustanovijo občani in/ali pravne osebe na podlagi prostovoljnih prispevkov za opravljanje storitev na področju izobraževanja, zdravstva, kulture, znanosti, prava, športa idr.
ANO-je lahko ustanovijo tudi predstavniški (zakonodajni) organi občin na podlagi zveznega zakona "O splošnih načelih organizacije lokalne samouprave v Ruski federaciji".

## Značilnosti delovanja
Delovanje podrobno opredeli 10. člen zveznega zakona "O neprofitnih organizacijah" z dne 12. januarja 1996 N 7-FZ
1. Premoženje, ki ga njeni ustanovitelji prenesejo v last samostojne neprofitne organizacije, je last samostojne neprofitne organizacije. Ustanovitelji samostojne neprofitne organizacije ne obdržijo pravice do premoženja, ki so ga prenesli v last te organizacije.
2. Ustanovitelji samostojne neprofitne organizacije ne odgovarjajo za obveznosti samostojne neprofitne organizacije, ki so jo ustanovili, in ta ne odgovarja za obveznosti svojih ustanoviteljev.
3. Samostojna nepridobitna organizacija ima pravico opravljati dohodkovno dejavnost, ki ustreza ciljem, za katere je bila ustanovljena.
4. Nadzor nad delovanjem samostojne neprofitne organizacije izvajajo njeni ustanovitelji na način, ki ga določajo njeni ustanovni akti.
5. Ustanovitelji samostojne neprofitne organizacije lahko uporabljajo njene storitve le pod enakimi pogoji kot druge osebe.